# Dejan Antić
Dejan Antić (serbisch-kyrillisch Дејан Антић; * 9. Dezember 1968 in Jagodina) ist ein serbischer Schachspieler, Schachtrainer und Autor.

## Karriere als Spieler

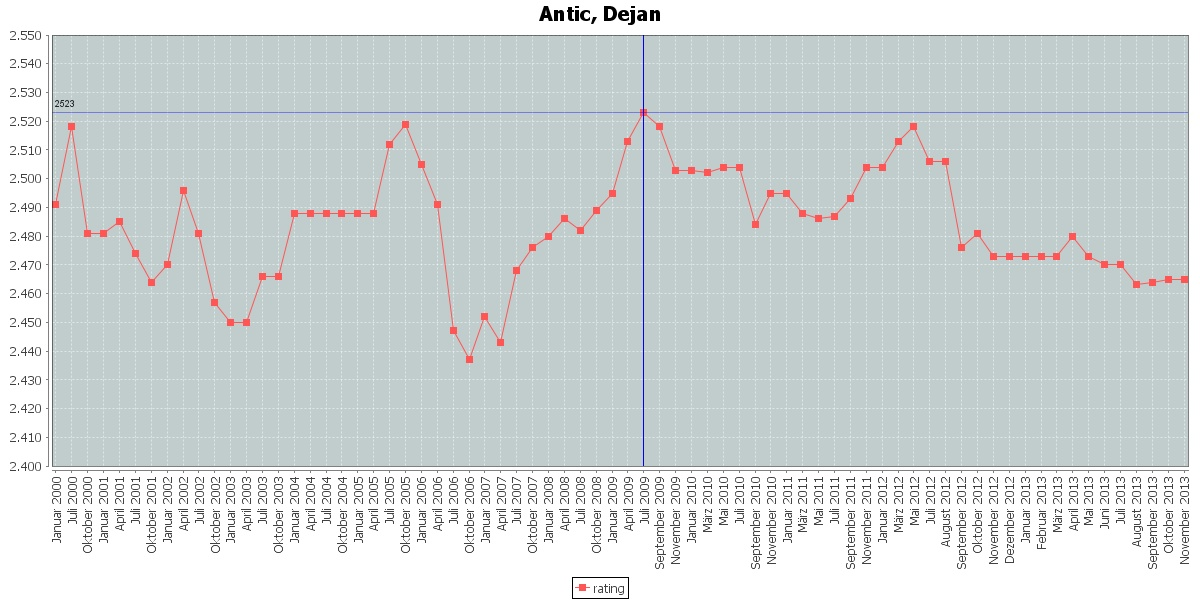
ELO-Entwicklung von Dejan Antić

Dejan Antić begann 1988 seine Profikarriere als Schachspieler. Er trägt die offiziellen Titel Großmeister und Senior Trainer, die vom Weltverband FIDE verliehen werden. Antić nahm sowohl als Einzelspieler als auch im Team an Europameisterschaften teil. 1991 wurde ihm der Titel Internationaler Meister, 1999 der Titel Großmeister und 2015 der Titel Senior Trainer verliehen. Seine aktuelle Elo-Zahl liegt bei 2472. Seine beste Punktzahl erreichte er im Juni 2009 mit 2523 Elo-Punkten. 2002 wurde er bei der Jugoslawischen Meisterschaft Zweiter. 2015 belegte er bei der Serbischen Meisterschaft den ersten Platz.

## Karriere als Autor
Dejan Antić hat zusammen mit seinem serbischen Co-Autor Branimir Maksimović zwei der angesehensten Schachbücher der letzten Jahre geschrieben. 2012 erschien „The modern Bogo-Indian 1. d4 e6“, das mit einem Umfang von 476 Seiten ein umfassendes Werk zur Bogo-Indischen Eröffnung geworden ist. 2014 erschien „The modern French“. Diese Buch behandelt die sehr populäre Französische Verteidigung. Beide Werke erschienen im renommierten Schachverlag New in Chess.